# Jaegerina stolonifera
Jaegerina stolonifera är en bladmossart som beskrevs av C. Müller 1876. Jaegerina stolonifera ingår i släktet Jaegerina och familjen Pterobryaceae. Inga underarter finns listade i Catalogue of Life.